# Pisolithus indicus
Pisolithus indicus är en svampart som beskrevs av Natarajan & Senthil. 2005. Pisolithus indicus ingår i släktet Pisolithus och familjen rottryfflar.   Inga underarter finns listade i Catalogue of Life.